# Imed Memmich
Imed Memmich (arabe : عماد مميش), né le 8 septembre 1966 à Tunis, est un universitaire et homme politique tunisien. Il est  ministre de la Défense nationale dans le gouvernements de Najla Bouden, Ahmed Hachani puis Kamel Madouri d'octobre 2021 à août 2024.

## Biographie

### Formation
Né le 8 septembre 1966 à Tunis, il fait des études en droit privé et sciences criminelles et obtient un diplôme d'études approfondies en 1991 ainsi qu'un doctorat d'État en mars 2004.

### Carrière professionnelle
En octobre 1991, il devient professeur universitaire à la faculté des sciences juridiques, politiques et sociales de Tunis (université de Carthage). Par la suite, il devient professeur à la faculté de droit et des sciences politiques de Sousse.
Considéré comme un expert en lutte contre la corruption, il est expert en lutte contre la corruption auprès de l'ONU et de l'Organisation internationale de droit du développement,.

### Carrière politique
Le 11 octobre 2021, il est nommé à la tête du ministère de la Défense nationale dans le gouvernement de Najla Bouden. Il remplace alors Brahim Bartagi limogé en juillet 2021.